# Стів Лармер
Стівен Дональд Лармер (англ. Steven Donald Larmer; 16 червня 1961, м. Пітерборо, Канада) — канадський хокеїст, правий нападник. 
Виступав за «Ніагара-Фоллс Флайєрс» (ОХЛ), «Чикаго Блек Гокс», «Нью-Йорк Рейнджерс». 
В чемпіонатах НХЛ — 1006 матчів (441+571), у турнірах Кубка Стенлі — 140 матчів (56+75).
У складі національної збірної Канади учасник чемпіонату світу 1991 (10 матчів, 5+3); учасник Кубка Канади 1991 (8 матчів, 6+5). 
Досягнення
- Володар Кубка Колдера (1982)
- Володар Кубка Канади (1991)
- Володар Кубка Стенлі (1994)
- Срібний призер чемпіонату світу (1991)
- Учасник матчу всіх зірок НХЛ (1990, 1991)

Нагороди
- Пам'ятний трофей Колдера (1983)